# هواماهی
هَواماهی گونه‌ای از رفتگرماهیان است.